# Chhattisgarh Mukti Morcha
Chhattisgarh Mukti Morcha (Chhattisgarh Liberation Front, Front d'Alliberament de Chhattisgarh) és un partit polític de l'Índia, a l'estat de Chhattisgarh. El 3 de març de 1977 es va fundar el Chhattisgarh Mines Shramik Sangh (Chhattisgarh Mines Workers' Union) per Shankar Guha Niyogi. Aquest sindicat va formar el 1982 un front polític amb el nom de Chhattisgarh Mukti Morcha, amb la idea de lluitar per la identitat de la població de la regió sense pronunciar-se en la seva conversió en estat, i per millorar les condicions de treballadors i pagesos; va fer campanyes contra l'abús de l'alcohol i altres projectes socials incloent el finançament d'un hospital per treballadors o els transgènics. El fundador fou assassinat a Bhilai el 1991.
La primera bandera va ser vermella sobre verd; al segle xxi la bandera va passar a ser verda, amb la fletxa adivasi en blanc al centre, i les lletres CMM també en blanc.